# Ravensbrück (KL)
Konzentrationslager Ravensbrück (Schutzhaftlager Ravensbrück, Frauen-Konzentrationslager Ravensbrück) – niemiecki nazistowski obóz koncentracyjny w Ravensbrücku w Niemczech. Założony w listopadzie 1938 roku, funkcjonował do wyzwolenia przez Armię Czerwoną 30 kwietnia 1945 roku.

## Historia obozu kobiecego

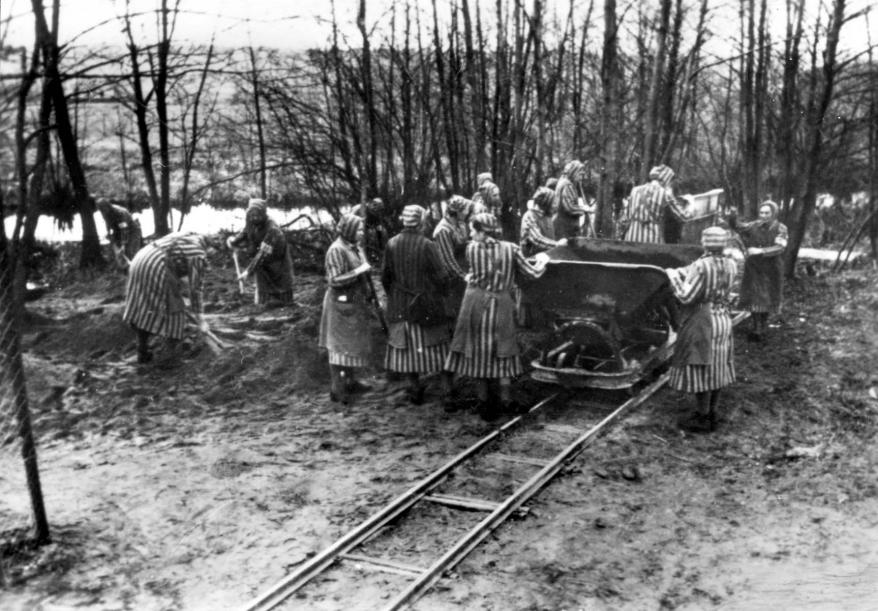
Więźniarki przy pracy – 1939

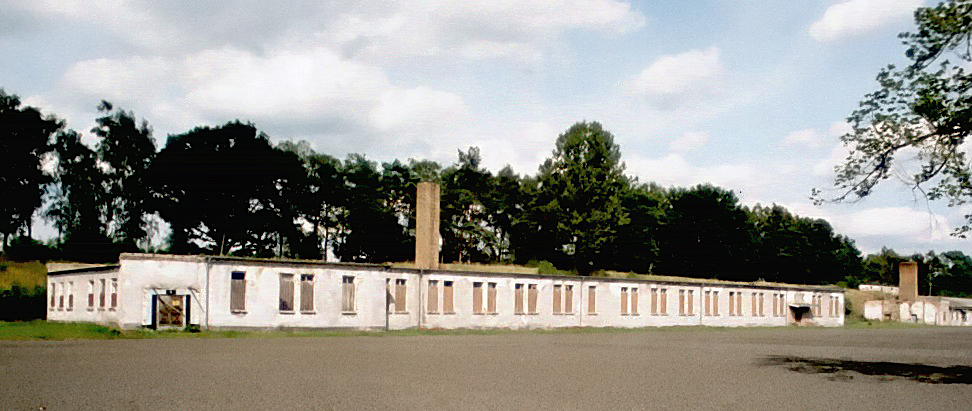
Szwalnie w części przemysłowej obozu, stan 2005.

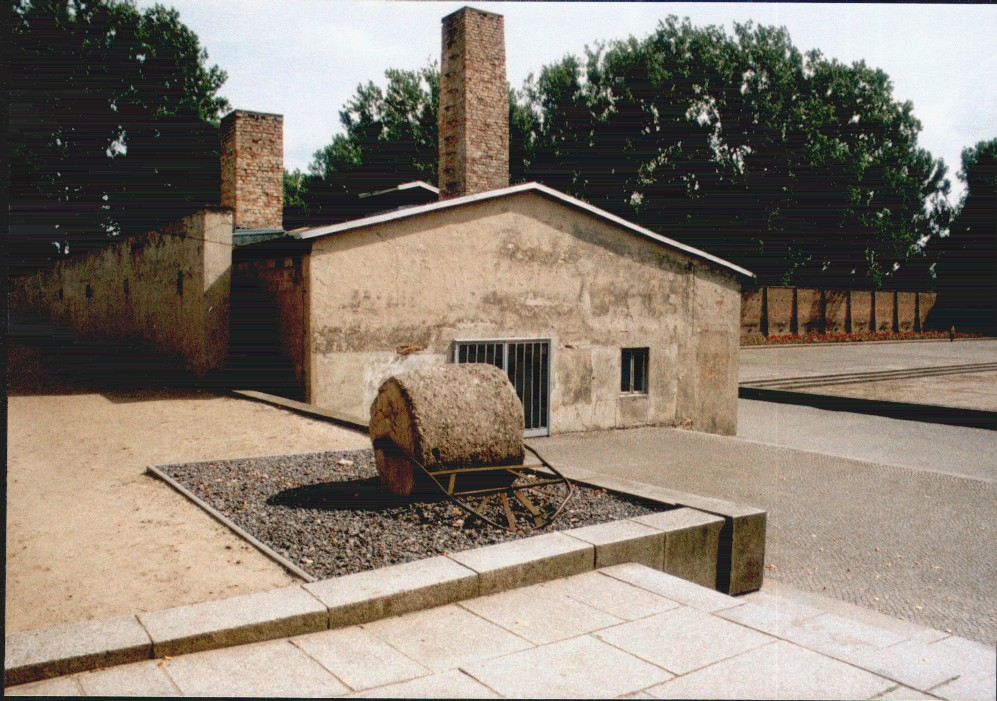
Krematorium

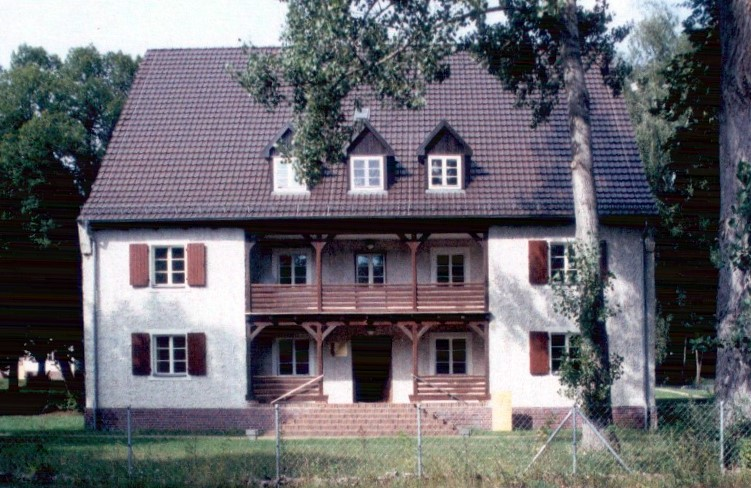
Mieszkalny budynek SS

Z rozkazu Heinricha Himmlera w listopadzie 1938 r. grupa więźniów z pobliskiego KL Sachsenhausen rozpoczęła budowę obozu dla kobiet. Ravensbrück przejął funkcję głównego obozu kobiecego, pełnioną wcześniej przez KL Lichtenburg. Pierwsza grupa kobiet dotarła w marcu 1939. Początkowe założenia budownicze zakładały 15 000 więźniarek, obóz jednak był wielokrotnie powiększany. Przy obozach zostały zbudowane hale produkcyjne (niem. Industriehof), w których więźniarki były wykorzystywane do prac niewolniczych, na rzecz niemieckich przedsiębiorstw (m.in. Siemens & Halske). Pracowały w trybie zmianowym m.in. na halach produkcyjno-krawieckich, gdzie szyły ubrania i mundury.
W latach 1942–1944 w KL Ravensbrück przeprowadzano zbrodnicze doświadczenia pseudomedyczne na więźniarkach – w większości młodych Polkach. Operacjom kostnym i mięśniowym poddano 86 więźniarek, w tym 74 Polki, przy czym wiele z tych, które przeżyły, zostało kalekami. Od 120 do 140 kobiet narodowości romskiej i Sinti poddano sterylizacji. Więźniarkom wstrzykiwano również bakterie.
Kobiety umierały z wycieńczenia, głodu i przepracowania, a niezdolne do pracy lub skazane na karę śmierci rozstrzeliwano, uśmiercano zastrzykami dosercowymi z fenolu lub w inny sposób. Pod koniec roku 1944 została oddana do użytku komora gazowa, w której uśmiercono od 2,2 do 6 tys. osób, jednak sporadyczne selekcje miały miejsce już od końca 1941 r., kiedy to 1600 osób wysłano do ośrodka leczniczo-opiekuńczego w Bernburg-Saale, gdzie uśmiercono je w komorze gazowej. Później w tym samym celu wysyłano więźniarki do Hartheim-Linz oraz do Majdanka. Początkowo śmiertelność była na poziomie 24% i zwłoki palono w krematorium w pobliskim Fürstenbergu, lecz jej ciągły wzrost doprowadził do zbudowania w 1943 r. własnego krematorium.
Do 1945 r. powstało ponad 40 podobozów KL Ravensbrück i wiele komand zewnętrznych. Nie wszystkie były przeznaczone dla kobiet: w 1941 r., w pobliżu obozu kobiecego, hitlerowcy założyli obóz męski, którego więźniowie byli używani do rozbudowy infrastruktury obozowo-przemysłowej, a latem 1942 r. założono w pobliżu Ravensbrück podobóz dla młodzieży: Jugendschutzlager Uckermark.
Wobec zbliżającej się Armii Czerwonej nasiliła się polityka eksterminacji. W kwietniu 1945 dziesiątki tysięcy kobiet zostało skierowanych w kierunku północno-zachodnim w tzw. marszach śmierci. 30 kwietnia 1945 r. Armia Czerwona oswobodziła 2000–3000 wycieńczonych i chorych kobiet oraz kilkuset mężczyzn z pobliskiego podobozu. Wielu z nich zmarło na skutek wycieńczenia.

## Historia obozu męskiego
Wczesną wiosną 1941 r. powstał obok obozu kobiecego obóz męski. Powstanie tego obozu było związane z zapotrzebowaniem na męską siłę roboczą (murarze, cieśle, dekarze, instalatorzy, elektrycy itp.) w rejonie Ravensbrück, przy budowie budynków dla wszelkiego rodzaju urzędów i instytucji przenoszonych w ten rejon z bombardowanego coraz częściej Berlina (Ravensbrück znajduje się w odległości ok. 80 km od Berlina). Obóz początkowo składał się z dwóch baraków umiejscowionych w pobliżu wybudowanej później tkalni.
Pierwszy transport 350 więźniów przybył z KL Dachau 11 maja. Byli to więźniowie z tamtejszych bloków karnych (Strafblocke). Więźniowie pierwszego transportu, wspomożeni drugim, który przybył niedługo potem z KL Sachsenhausen w liczbie 150 więźniów, wybudowali do końca 1941 r. właściwy obóz męski Ravensbrück składający się z pięciu baraków oraz budynków administracyjno-gospodarczych. Kolejne transporty mężczyzn przywożono z obozów Neuengamme, Gross-Rosen i Flossenbürg. W marcu 1942 r. przywieziono transport około 1000 osób z Buchenwaldu. W kolejnych latach nieco mniejsze transporty przywożono ponownie z KL Dachau oraz KL Auschwitz. W 1943 r. przywieziono dużą liczbę jeńców radzieckich. W 1944 r. do obozu trafili powstańcy warszawscy.
W połowie kwietnia 1945 wszystkich więźniów obozu męskiego wyprowadzono do położonego w pobliskim lesie tzw. „Jugendlagru”. Stąd, 24 kwietnia, wyprowadzono cały stan obozowy w kierunku zachodnim. Ponoć celem miała być miejscowość Ludwigslust n. Łabą. 30 kwietnia marsz dotarł do obozu w miejscowości Malckow, w którym przebywał do 2 maja. Wymarsz 2 maja nastąpił wraz z więźniami i więźniarkami już tam wcześniej przebywającymi. 3 maja 1945 r., ta więźniarska grupa ewakuacyjna została wyzwolona w miejscowości Parchim przez wojska amerykańskie.
Męski KL Ravensbrück nie był obozem zagłady, ale warunki pobytu, głód, ciężka praca, znęcanie się członków bezpośredniego nadzoru (tzw. więźniowie funkcyjni) przy biernej aprobacie niemieckiej załogi obozu powodowały znaczną śmiertelność wśród więźniów. Spośród załogi SS okrucieństwem wobec więźniów odznaczali się: oberscharführer Braun, unterscharführer Kegel (o przydomku „Dumpfig”), unterschaführer Giese, unterscharführer Kechlin (o przydomku „Umleger”), unterscharführer Mendel (o przydomku „Karracho”), rottenführer Rath, unterscharführer Burchard (zwany „Knockenbrecher”), gestapowiec Ramdahr, obersturmführer Peters, obersturmführer Beer (lagerführer). Spośród najbardziej znęcających się nad współwięźniami wymieniani są oberkapo Maks Schnell, starszy obozu Leonardth, starszy pisarz obozu – Ulrych, kapo komanda „Planierung” – Kuterer, kapo komanda „Strassenbau” – Hagel, kapo komanda „Jugendlager – Achilles, kapo komanda „Ausweichlager” – Toni Ingemeier, kapo komanda „Pferdestahl” – Pecold oraz wielu innych jak Messerschnid, Pfaugert.
Przeciętny stan obozu męskiego to około 2000 mężczyzn. Pod koniec 1944 r. numery nadawane więźniom przekroczyły liczbę 10 000. Współkomendantem obu obozów był Fritz Suhren. Ze względu na bliskość i spójność formalną obu obozów istniało wiele możliwości kontaktów pomiędzy oboma obozami, chociażby w zakresie doraźnych prac konserwacyjno-budowlanych w obozie kobiecym, które wykonywali mężczyźni.

## Komendanci obozu
1. Günther Tamaschke – w czasie budowy: 1 grudnia 1938 – 30 sierpnia 1939
2. Max Koegel, 1 stycznia 1940 – sierpień 1942
3. Fritz Suhren, sierpień 1942 – kwiecień 1945[4]

## Więźniowie i ofiary
Więźniarkami Ravensbrück były zarówno liczne więźniarki „polityczne” (kategoria związana najczęściej z narodowością), kryminalistki, ale także Świadkowie Jehowy, lesbijki i prostytutki. Między innymi wiele Polek trafiło tu z oddziałów Armii Krajowej oraz po Powstaniu Warszawskim. Wśród więźniarek było wiele dzieci.
Dzięki działalności polskiego ruchu oporu wśród więźniarek, udało się zachować fragment księgi przyjęć (Zugangliste) do obozu z 25 028 nazwiskami. Wśród nich 24,9% to Polki, 19,9% – Niemki w tym zaliczane do słowiańskiej mniejszości w Niemczech Serbołużyczanki, 15,1% – Żydówki, 15% – Rosjanki, 7,3% – Francuzki, 5,4% to kobiety narodowości romskiej i Sinti oraz 12,4% to kobiety innych narodowości. Wedle kategorii Gestapo wśród więźniarek obozu 83,54% było politycznych, 12,35% aspołecznych, 2,02% kryminalnych, 1,11% Świadków Jehowy.
Przez obóz przeszło 132 tysiące kobiet i dzieci, z których zginęło około 92 tysiące. Liczbę Polek szacuje się na ok. 40 tysięcy, z tego przeżyło 8 tys. Dodatkowo w podobozach umieszczono ok. 20 000 mężczyzn i ok. 1000 dziewcząt. Więźniarki umierały z głodu, zimna, wycieńczenia, chorób. Były mordowane pojedynczo i masowo. Masowe egzekucje dotyczyły w szczególności kobiet z polskiego ruchu oporu oraz Żydówek.
W kwietniu 1945 r., w wyniku pertraktacji prowadzonych przez Międzynarodowy oraz Szwedzki i Duński Czerwony Krzyż (za pośrednictwem hr. F. Bernadotte’a), wywieziono do Szwecji około 7500 więźniarek, wśród nich Polki.

## Procesy

### Proces norymberski
Trybunał Norymberski osądził szereg strażniczek i funkcyjnych z obozu, a także wielu lekarzy, którzy prowadzili doświadczenia na więźniarkach. Część skazano na karę śmierci i wyroki wykonano, natomiast wszystkie osoby skazane na długoletnie więzienie (w tym dożywotnie) za liczne morderstwa zostały później zwolnione za dobre sprawowanie około 1950, czyli po 5 latach. Wielu lekarzy – eksperymentujących na ludziach (np. dr Herta Oberheuser) uzyskało również od władz niemieckich zgodę na wykonywanie swojego zawodu. Zgodę tę stopniowo cofano po latach, pod wpływem nacisku na rząd niemiecki ze strony opinii międzynarodowej.

### Procesy załogi Ravensbrück
Siedem procesów odbyło się w latach bezpośrednio po wojnie w Hamburgu przed Brytyjskimi Trybunałami Wojskowymi. Na ławie oskarżonych zasiedli członkowie obozowej załogi SS, w szczególności kobiety pełniące w obozie funkcję nadzorczyń SS.

## Upamiętnienie
W 1959 roku utworzono Muzeum – Miejsce Pamięci Ravensbrück. Budynek byłej komendantury SS był używany do 1977 roku przez wojsko radzieckie. W 1995 w związku z rocznicą 50-lecia wyzwolenia obozu polskie więźniarki i ofiary niemieckich eksperymentów pseudomedycznych starały się o umieszczenie tablicy upamiętniającej ich martyrologię, co jednak spotkało się z odmową niemieckich władz muzeum (prezesa fundacji Mahn- und Gedenkstätte Ravensbrück). Tablica została zamontowana w 1996 r.
Uchwałą z 30 marca 2011 Senat RP zdecydował o ustanowieniu kwietnia miesiącem pamięci o ofiarach niemieckiego, nazistowskiego obozu koncentracyjnego Ravensbrück (KL Ravensbrück).

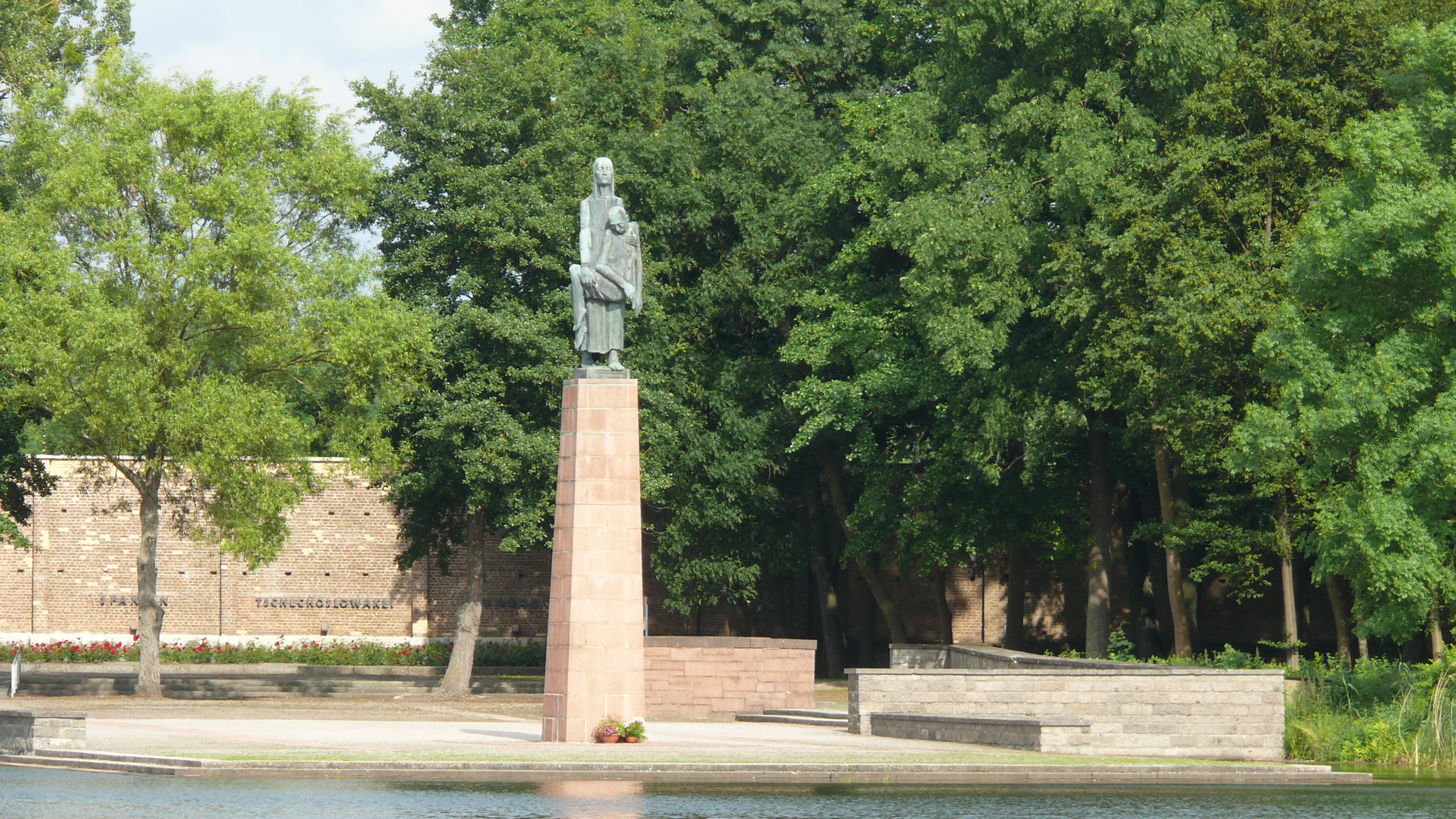
Obelisk pamiątkowy